# Cascade de Gavarnie
La cascade de Gavarnie, également appelée grande cascade de Gavarnie, est une chute d'eau du cirque de Gavarnie, cirque glaciaire localisé dans la partie centrale des Pyrénées françaises (département des Hautes-Pyrénées) et appartenant au parc national des Pyrénées.

## Description
Avec ses 422 mètres de hauteur, la cascade de Gavarnie est la plus haute chute d'eau de France métropolitaine, et l'une des plus importantes d'Europe. Le gave de Gavarnie ou gave de Pau, à quelques centaines de mètres de sa source sise dans un contrefort du Marboré, y dégringole un pan de muraille impressionnant, la paroi de la grande cascade. La hauteur de la chute, divisée en deux sauts dont le plus important rattrape un dénivelé de 281 m, est si importante que l'eau se vaporise en un panache d'embruns. Le courant d'air de la cascade détermine un micro-climat froid à son pied et entretient un névé avec un pont de neige (qui disparaît peu à peu avec la hausse des températures),. Le débit est très variable, pouvant descendre à 6 m3/s en période d'étiage et atteindre 200 m3/s durant les crues. La source des crues seraient les glaciers situés du côté espagnol de la frontière.
Pour y accéder, à Gavarnie, remonter le chemin muletier qui remonte jusqu'à l'hôtel du Cirque, bâti à la limite des éboulis, puis suivre la piste qui mène au pied de la cascade.

## Galerie

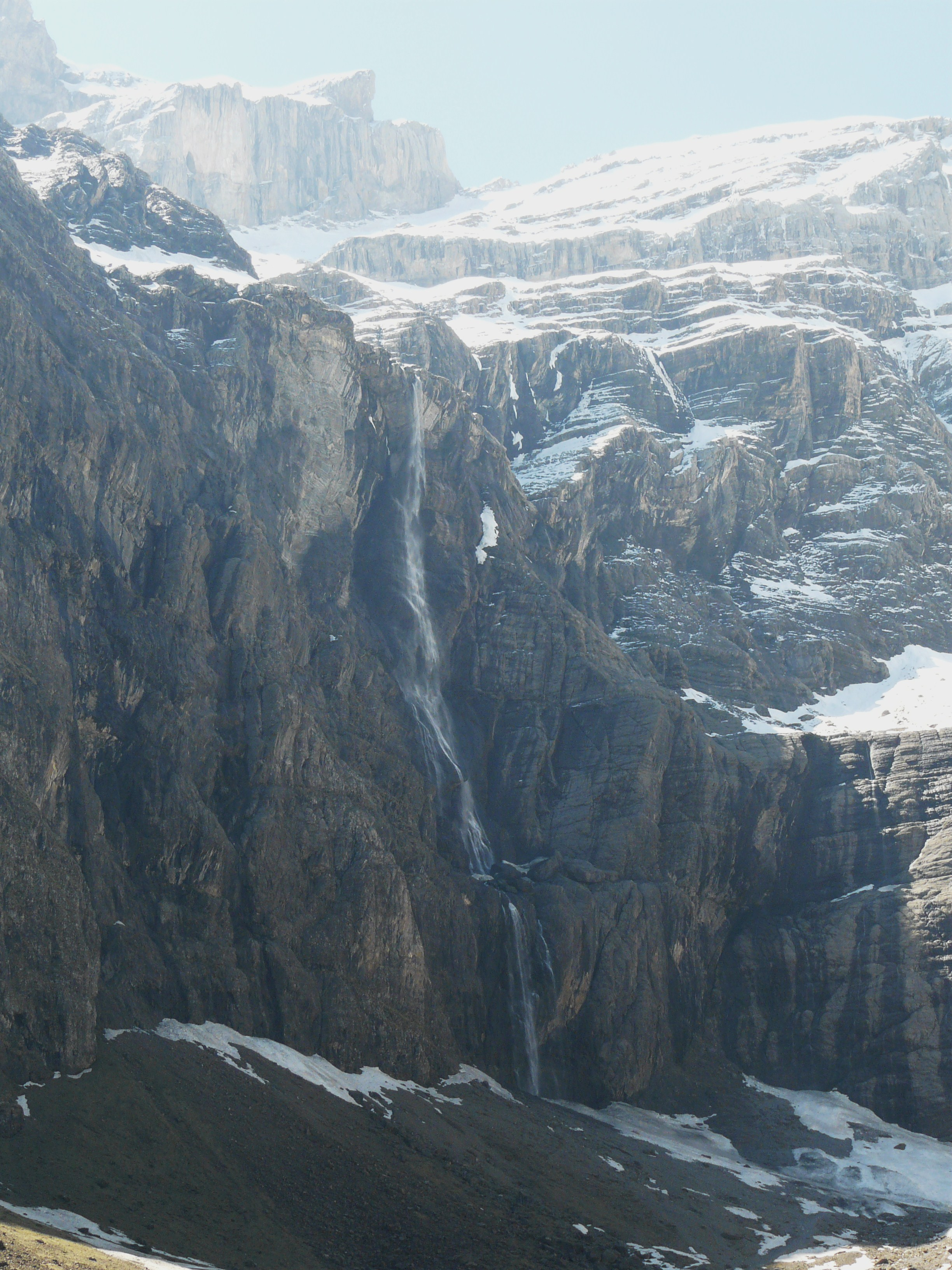
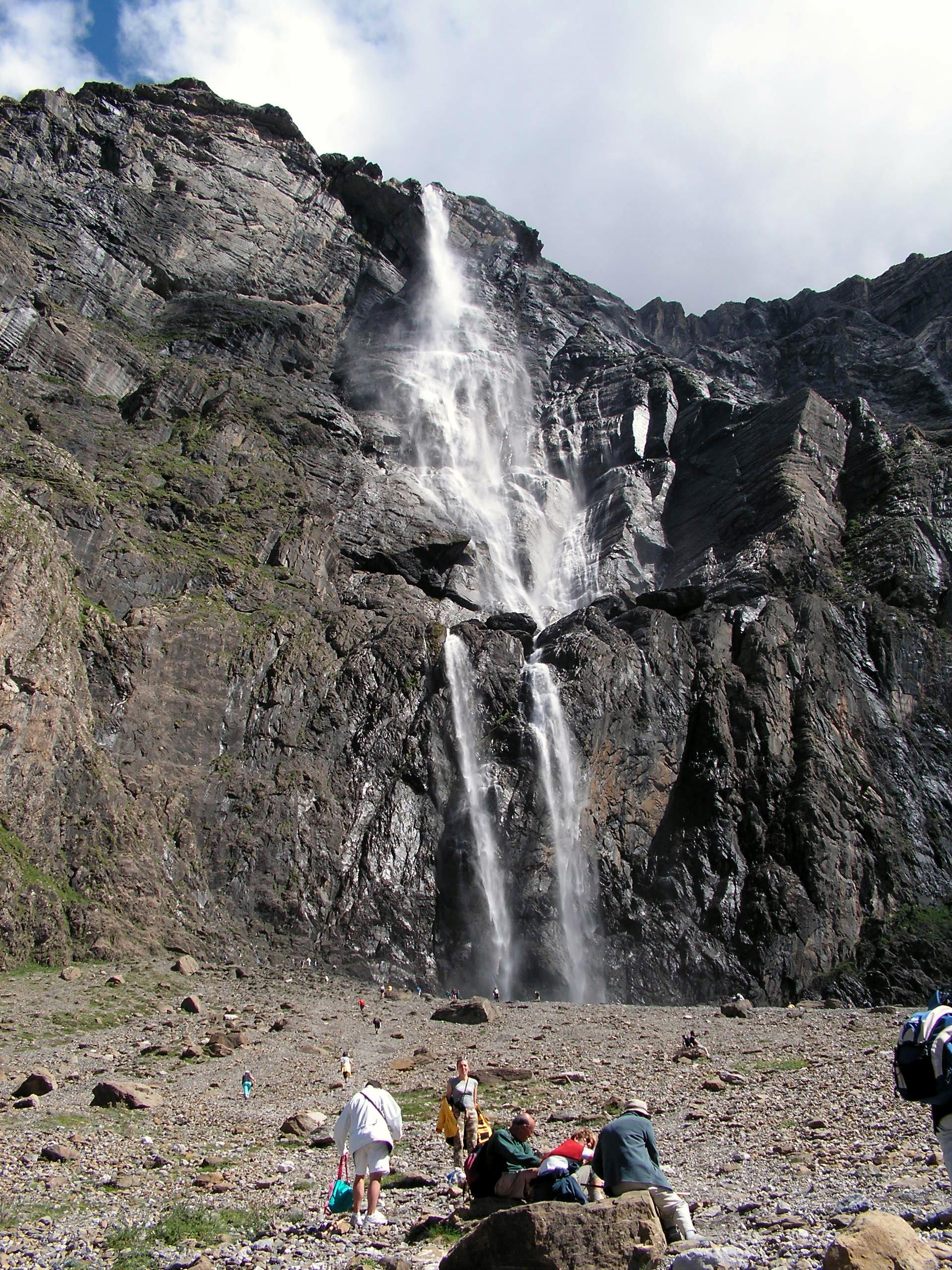
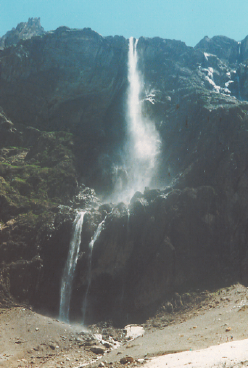
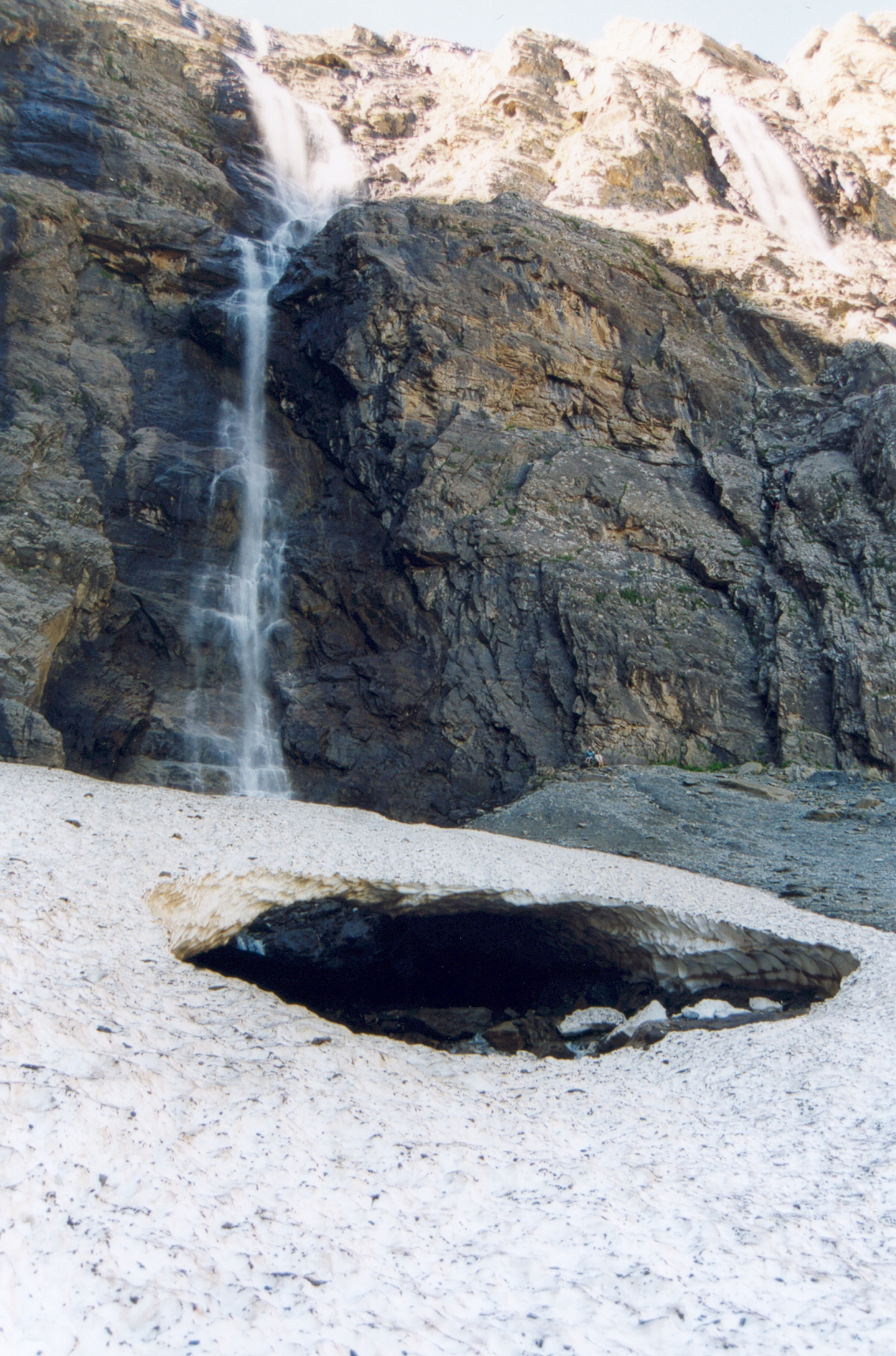